# Baume & Marpent

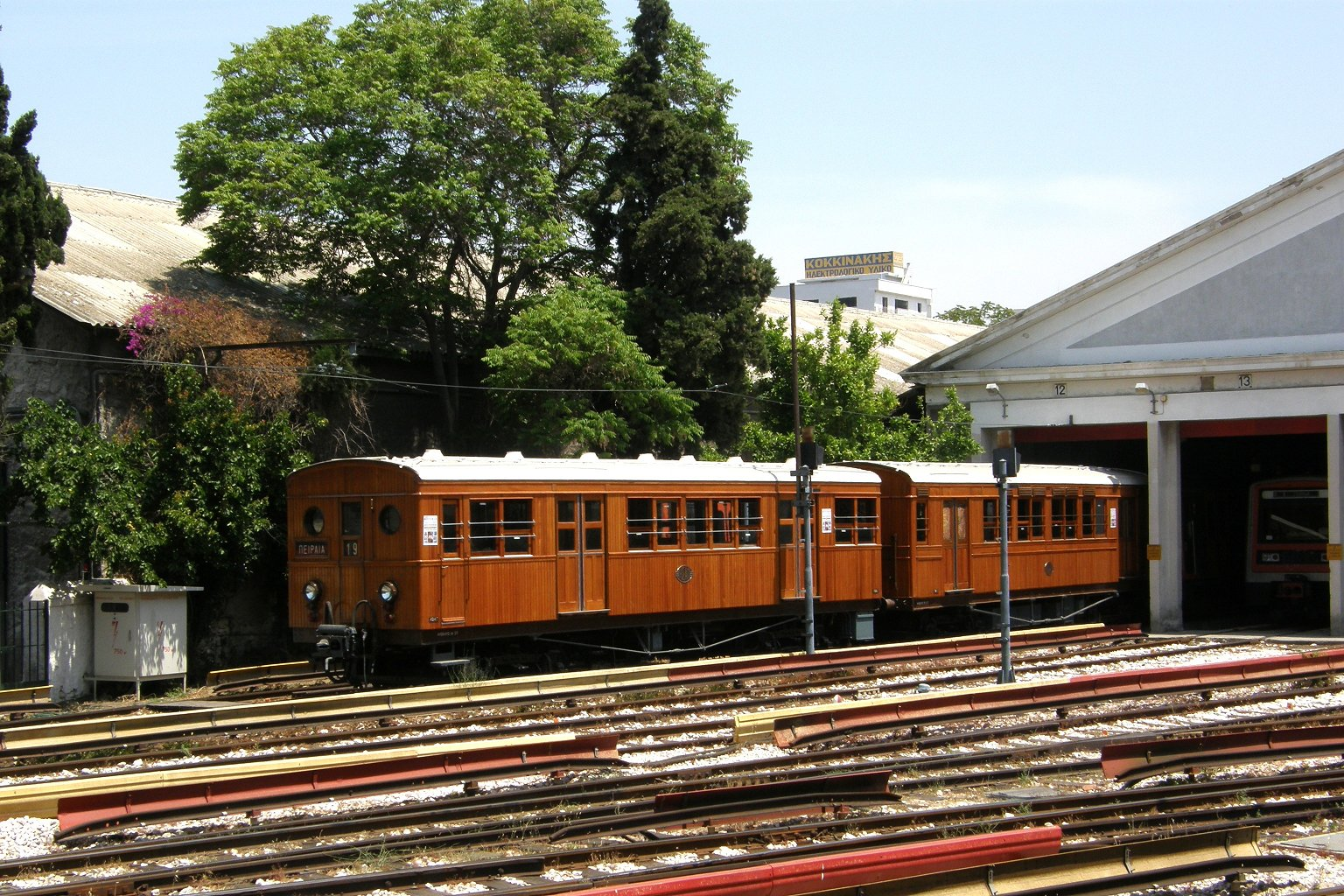
Wagons uit 1914 voor de Griekse voorstadslijn van Athene naar Piraeus

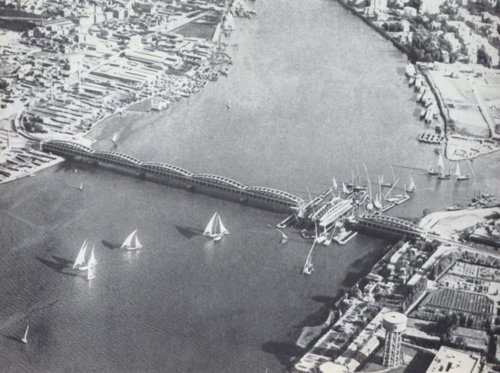
De Embabeh-brug in Caïro

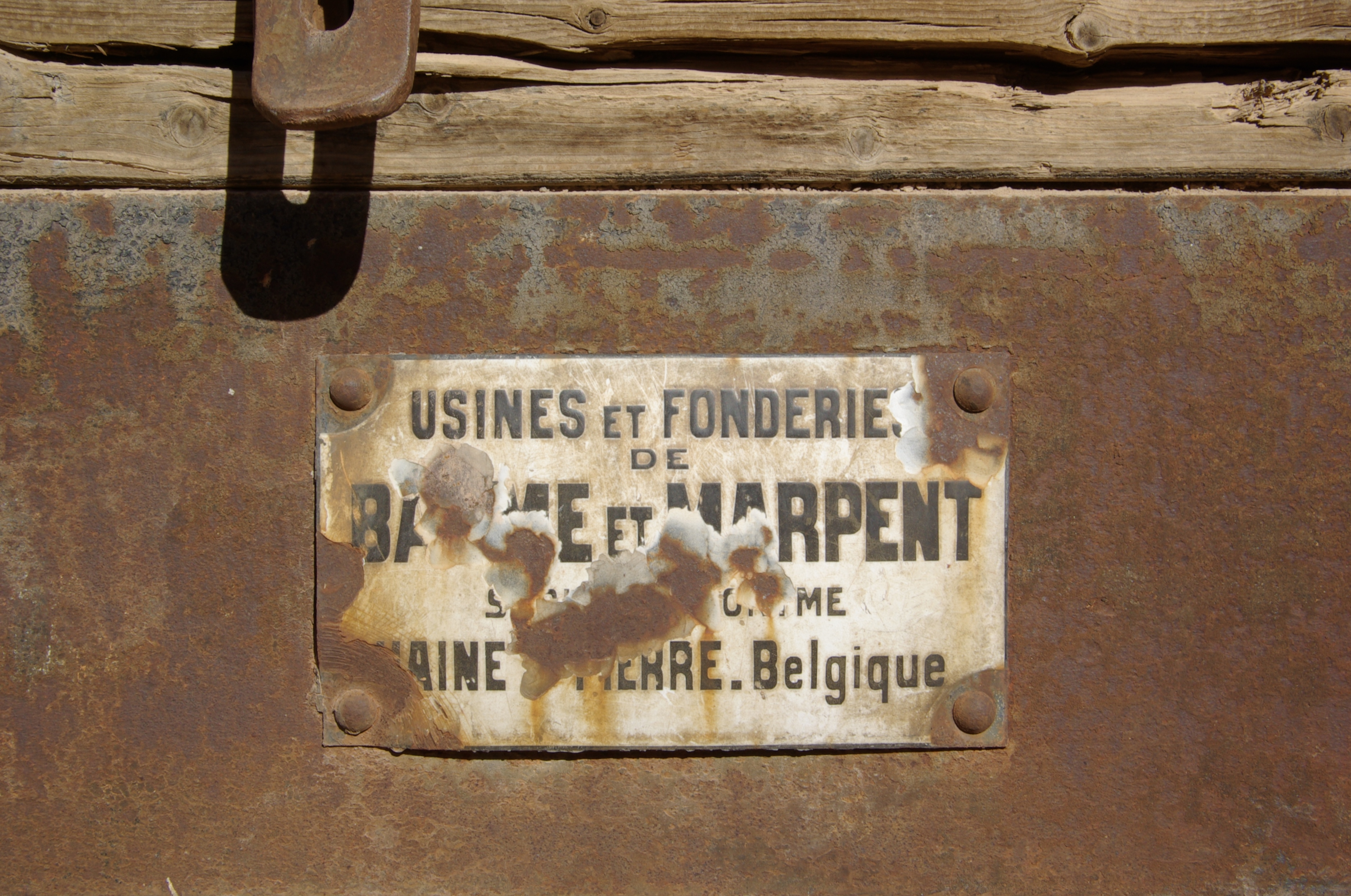
Spoorwegwagon gebruikt op de Hidjazspoorwegverbinding.

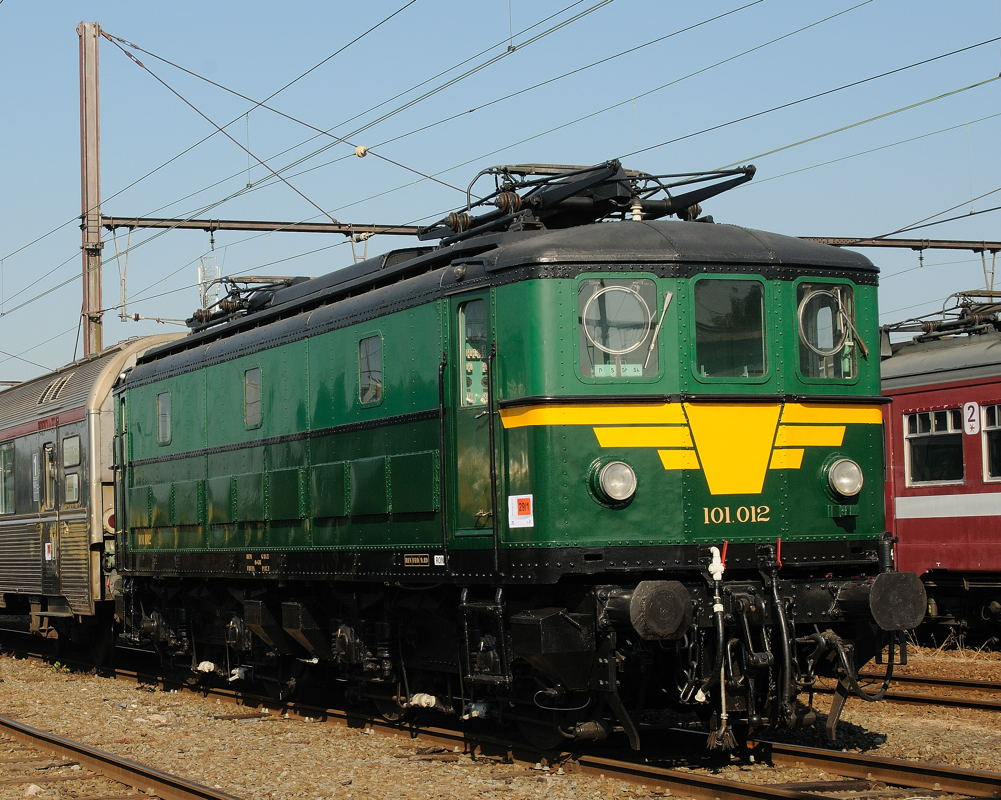
Een NMBS Type 101

Baume & Marpent is een voormalige Belgische bouwer van metaalconstructies en spoorwegmaterieel, gevestigd in het dorp Haine-Saint-Pierre. De firma opereerde als een multinationale firma, opende productie-eenheden in meerdere landen en liet een groot erfgoed aan bouwwerken en spoorwegmateriaal na.
De firma werd opgericht in 1853 door Clément Delbèque in Baume, een gehucht van Haine-Saint-Pierre ten noorden van het dorpscentrum. Bij oprichting "Fonderie Delbèque & Cie" werd de naam in 1882 na de opening van een nieuwe productiesite in het Noord-Franse Marpent aangepast naar de "S.A. des Usines Baume & Marpent". In 1887 werden de "Ateliers de construction pour matériel de chemin de fer de Mrs Brison frères" overgenomen zodat er een bijkomende productie-eenheid kwam in het Waalse plaatsje Morlanwelz. De internationale expansie gaat verder met productie in Caïro in Egypte, Elisabethville in Kongo-Vrijstaat, in Katanga en in São Paulo in Brazilië.
Het bedrijf was in 1864 een van de toeleveranciers van de overkoepeling van Paris Gare du Nord en werkte in 1888 mee aan het station Rossio in Lissabon. In 1914 leverde het bedrijf wagons voor de elektrische voorstadslijn "I.S.A.P." die het traject van Athene naar Piraeus verzorgt in Griekenland. Ook in die periode worden wagons geleverd voor de Hidjazspoorweg, en wordt in China een brug gebouwd over de Gele Rivier. De Embabeh-brug, de enige spoorwegbrug over de Nijl in Caïro is door Baume & Marpent gebouwd, net als 157 andere bruggen over de Nijl. In Caïro worden ook de wagenstellen voor de tram geleverd. De koepel van een synagoge in Tel Aviv wordt in 1926 geleverd, een zomertheater in Casablanca wordt in 1933 afgewerkt. Voorafgaand aan de wereldtentoonstelling van 1937 werkt het bedrijf mee aan de restauratie van de Eiffeltoren.
In de hoofdvestiging in Haine-Saint-Pierre is de bedrijfssite middels de industriële spoorlijn 240 aangesloten op lijn 112, vlak tegenover het oude spoorwegstation van Haine en ten noordoosten van het nieuwere spoorwegstation La Louvière-Zuid en het aangrenzende grote rangeerterrein.
In België leverde de firma de eerste Pont de Huy over de Maas in Luik, en bouwde het mee aan Paleis 10 op de Heizel in Brussel. Tussen 1916 en 1917 wordt het viaduct van Moresnet gebouwd met staal van Baume & Marpent.
In 1932 leverde Baume & Marpent het typemodel van het spoorwegrijtuig K1. De Belgische spoorwegen bestelden er 500 waarvan B&M er 162 mocht construeren die geleverd werden tussen 1933 en 1935.
In 1949 leverden ze aan de NMBS drie elektrische locomotieven NMBS Type 120 waarvan de laatste in 1996 uit dienst werd genomen. Ook in 1949 werden 28 elektrische locomotieven NMBS Type 101 geleverd die tot 1983 reden. In 1953 leverde B&M een aantal van de 136 gebouwde K2 spoorwegrijtuigen aan de Belgische spoorwegen. Deze wagons zouden nog tot in de jaren negentig dienstdoen. Tussen 1955 en 1959 leverde Baume et Marpent 35 rangeerlocs HLR 84 aan de NMBS. Tussen 1956 en 1957 werden ook zes zware diesellocomotieven HLR 70 en zes diesellocs HLR 71 gefabriceerd en geleverd. Ze zouden tot respectievelijk 2001 en 1980 in dienst blijven.